# 盛世承
盛世承（1552年—1639年），字以烈，號匊泉，直隸安慶府桐城縣人，民籍，明朝政治人物。

## 生平
萬曆四年（1576年）丙子科應天鄉試第二十六名舉人，五年（1577年）聯捷丁丑科會試第二百四名，二甲第九名進士。授戶部主事，改兵部主事，兵部尚書凡有大機務，皆倚之以決，升郎中，二十二年（1594年）二月出為山東按察司副使、兵備井陘，調山西按察司副使、兵備冀北，蒞任五載，威信所至，西人懾服，貢市皆如約。二十五年（1597年）六月升山西按察使，二十六年（1598年）八月調兵備陽和，同年升陝西右布政使，蘭州機戶疲於貢絨，盛世承力蘇之。升四川左布政使，以病免。再起復原官，兵備陝西，按行部中，墾河灘荒地至千餘頃，病歸。再起為光祿寺卿，天啟年間以璫禍削職。崇禎初年起復原官。十二年（1639年）卒，享年八十八歲，里人立萬姓碑祝禱。

## 家族
曾祖盛健；祖父盛儀，封監察御史 贈南京都察院右僉都御史；父盛汝謙，南京戶部右侍郎。前母王氏（贈淑人）；母房氏（封淑人）。具慶下。兄盛世皋（監生）、盛世夔（歲貢生）、盛世楫（廩生）、盛世霖（監生）、盛世翼（萬曆十四年進士），弟盛世享。子盛可藩。